# Prix Félix-Antoine-Savard
Ne doit pas être confondu avec le Prix Félix-Leclerc de la poésie
Le prix Félix-Antoine-Savard est un prix québécois qui vise à honorer, tout en les respectant, la mémoire, l'esprit et l'œuvre poétique de l'écrivain éponyme. Il a été créé en octobre 1996 par le Centre Félix-Antoine-Savard et la Papeterie Saint-Gilles de Saint-Joseph-de-la-Rive, à l'occasion des fêtes du centième anniversaire de la naissance de l'écrivain Félix-Antoine Savard.

## Catégories
Les prix reconnaissent les accomplissements distinctifs dans les catégories suivantes : Arts et traditions, Création et design, Poésie, Métiers d’art, et Artisanat et métiers traditionnels.  Le prix Sensibilisation et mise en valeur patrimoniales, créé en 2007, souligne le travail d’une personne ou d’un groupe pour transmettre et diffuser les valeurs patrimoniales d’un monument ou d’un territoire dans le but d’en favoriser l’appropriation par le milieu.
Le prix de Poésie est administré par le Festival international de la poésie de Trois-Rivières et est décerné annuellement lors des cérémonies d'ouverture de ce festival.
Le prix en Métiers d'art met en valeur le travail d'un jeune diplômé du programme Techniques de métiers d'art du Cégep Limoilou. La sélection se fait à partir de plusieurs critères dont : le diplôme attestant la réussite scolaire, la maîtrise des techniques et l'innovation.

## Lauréats

### Arts et traditions
- 1997: Monique Genest LeBlanc (fléché)
- 1998: Denise Girard
- 1999: Shewen Li
- 2000: Nicole Vallières
- 2001: Marcel Bénéteau
- 2002: Valérie Laforge
- 2003: Isabelle Simard
- 2004: Dessislav Sabev
- 2005: Madeleine Pastinelli (thèse sur l’ethnographie des pratiques en ligne)[1]
- 2006: Natalie Tremblay (pour son mémoire de maîtrise « Objet domestique sacralisé »)
- 2007: Marie-Blanche Fourcade

### Création et design
- 1997: Isabelle Lortie
- 1998: Nicolas Picard
- 1999: Vernau Joseph
- 2000: Caroline Tremblay
- 2001: Alec Derghazarian
- 2002: Pierre-A. Larochelle
- 2003: André Mallette
- 2004: Isabelle Leblanc
- 2005: Coline Chhay et Maud-Frédéric Côté-lxdilane
- 2006: Caroline Bertrand

### Poésie
- 1997: Normand de Bellefeuille
- 1998: Michel Pleau
- 1999: Bruno Roy
- 2000: Yves Préfontaine
- 2001: Monique Juteau
- 2002: Jean-Marc Desgent
- 2003: Yves Boisvert
- 2004: Mathieu Boily
- 2005: Martin Pouliot
- 2006: Raoul Duguay
- 2007: Suzanne Jacob
- 2008: Marcel Labine
- 2009: Corinne Chevarier (Estuaire)
- 2010: Monique Deland (Moebius)
- 2011: François Guerrette (Estuaire)
- 2012: Judy Quinn (Exit)
- 2013: Catherine Harton (Exit)
- 2014: Isabelle Forest (Exit)
- 2015: Georgette Leblanc (Estuaire)
- 2016: Frédéric Dumont (Estuaire)
- 2017: Roseline Lambert (Exit)
- 2018: Jean-Philippe Bergeron (Estuaire)
- 2019: Laurence Veilleux (Estuaire)
- 2020: Véronique Cyr (Estuaire)
- 2021: Vanessa Bell (Estuaire)
- 2022: Alycia Dufour (Exit)

### Métiers d’art
- 1999: Marie-Claude Morin (joaillerie)
- 2000: Jean-Robert Drouillard (sculpture)
- 2001: Richard Benoît (lutherie violon)
- 2002: Julie Savard (sculpture)
- 2003: Annick Corcoran (construction textile)
- 2004: Jean-François Dussault (ébénisterie artisanale)
- 2005: Nicole Boudreau (construction textile)
- 2006: Thomas Brenneur (lutherie violon)
- 2007: Véronique Martel (céramique) et Isabelle Veilleux (construction textile)
- 2008: Valérie Bédard (construction textile)
- 2009: Marie-Ève Gagnon (construction textile)
- 2010: Marie-Ève Bisson (lutherie violon)

### Artisanat et métiers traditionnels
- 2004: La Courtepointe de la Rive-Sud
- 2005: Christine Bertrand (directrice générale des Vieux Métiers)
- 2006: Huguette Morin-Sasseville (dentellière)

### Sensibilisation et mise en valeur patrimoniales
- 2007: L'équipe de recherche et de diffusion sur le patrimoine du Vieux-Montréal[2]